# علم الأحياء والعلوم السياسية
إن الدراسة متعددة التخصصات في مجال علم الأحياء والعلوم السياسية هي تطبيق للنظريات والأساليب من علم الأحياء في سبيل فهم السلوك السياسي فهمًا علميًا. ويسمى هذا المجال في بعض الأحيان السياسة الحيوية، وهو مصطلح سيتم استخدامه في هذه المقالة كمرادف على الرغم من أن له معاني أخرى أقل صلة بالموضوع. وبشكل عام، فقد أطلق على هذا المجال أيضًا «السياسة وعلوم الحياة».

## معلومات تاريخية
يمكن القول بأن نشأة هذا المجال ترجع إلى تصريح ألبرت سوميت في عام 1968، في سبيل علوم سياسية أكثر توجهًا نحو البيولوجيا (Towards a more Biologically Oriented Political Science)، وقد ظهر هذا التصريح في مجلة الغرب الأوسط للعلوم السياسية (Midwest Journal of Political Science). وقد خصص توماس ثورتون مصطلح «السياسة الحيوية» لهذا المجال من الدراسة، واستخدمه كعنوان لكتابه في عام 1970.
تم تشكيل الرابطة المعنية بالسياسة وعلوم الحياة في عام 1981 وعُنيت بدراسة مجال السياسة الحيوية كمجال فرعي من مجالات العلوم السياسية. وتمتلك الرابطة دورية أكاديمية تتم مراجعتها من قبل المتخصصين تسمى السياسة وعلوم الحياة (PLS) وتقوم بنشرها أيضًا. ويتم تحرير الدورية في الولايات المتحدة بكلية السياسة العامة في جامعة ماريلاند، بمدينة كوليدج بارك في ولاية ماريلاند.
بحلول أواخر التسعينيات وما بعدها توسعت البحوث في مجال السياسة الحيوية بسرعة، ولا سيما في المجالات المتعلقة بنظرية التطور  وعلم الوراثة  والعلوم العصبية.

## الموضوعات
الموضوعات التي يتناولها مجال العلوم السياسية من خلال وجهات النظر هذه تشمل: اتجاهات الرأي العام والعدالة الجنائية، والإيديولوجيات السياسية، (على سبيل المثال عوامل ارتباط علم الأحياء والتوجه السياسي)، وسلوكيات التصويت، والحرب. ولا تزال المناظرات قائمة داخل المجال وخارجه، فيما يتعلق بالحتمية الوراثية والبيولوجية. وقد نشرت استطلاعات حديثة ذات أهمية عن البحوث الرائدة في مجال السياسة الحيوية في الدوريات المعنية بعلم النفس السياسي والمجلات العلمية.

## كتابات أخرى
- Robert Blank (2001). Biology and Political Science. Psychology Press. ISBN:978-0-415-20436-1. مؤرشف من الأصل في 2019-12-13.
- Peter K. Hatemi؛ Rose McDermott (2011). Man Is by Nature a Political Animal: Evolution, Biology, and Politics. University of Chicago Press. ISBN:978-0-226-31911-7. مؤرشف من الأصل في 2020-01-25.
- Steven A. Peterson؛ Albert Somit (2011). Biology and Politics: The Cutting Edge. Emerald Group Publishing. ISBN:978-0-85724-579-3. مؤرشف من الأصل في 2020-01-25.